# 蕭何
蕭 何（しょう か、昭襄王50年（紀元前257年） - 恵帝2年7月5日（紀元前193年8月16日））は、秦末から前漢初期にかけての政治家。劉邦の天下統一を輔けた、漢の三傑（蕭何・張良・韓信）の一人。

## 経歴

### 楚漢戦争
劉邦と同じく泗水郡沛県豊邑の出身で、若い頃から役人をしていた。下役人であったがその仕事ぶりは真面目で能率がよく、評価されていたという。なお曹参や夏侯嬰はこの時の部下にあたる。
単父の豪族の呂公が敵討ちを避けて沛県に移ってきた。県令は歓迎する宴を開き、接待のすべてを蕭何に任せた。参加した人があまりに多すぎたため、蕭何は持参が千銭以下の者は地面に座って貰おうと考えていたところに劉邦が来て、「一万銭」と言った。これを呂公に取り次ぐと、呂公は玄関まで出向いて迎え入れた。蕭何は「劉邦は昔から大ぼら吹きだが、成し遂げたことは少ない（だからこのことも本気にされませんよう）」と言ったが、劉邦の人相を非常に評価した呂公は構わず歓待した。このように、このころは劉邦をあまり高く評価していなかったが、後に劉邦は「豊を立つ時、蕭何だけが多く銭を包んでくれたのだ」と語っており、目をつけてはいたようである。
秦末の動乱期になると、反乱軍の優勢さに秦政府から派遣されていた県令が動揺、そこに曹参等と共に「秦の役人である県令では誰も従わない。劉邦を旗頭にして反乱に参加すべき」と進言。一旦は受け入れられたものの県令は気が変わって劉邦を城市に入れなかったため、沛県城でクーデターを起こし県令を殺害、劉邦を後釜の県令に迎えた。以降、劉邦陣営における内部事務の一切を取り仕切り、やがて劉邦が項梁・項羽を中心とした反秦陣営に加わり各地を転戦するようになると、その糧秣の差配を担当してこれを途絶させず、兵士を略奪に走らせることがなかった。また、劉邦が秦の都咸陽を占領した時には、他の者が宝物殿などに殺到する中、ただ一人秦の歴史書や法律、各国の人口記録や地理書などが保管されている文書殿に走り、項羽による破壊の前に機密文書を全て持ち帰ることに成功した。これにより劉邦陣営は他勢力の持たない天下の要塞、人口の概数、地域の強弱、人民の困苦などの情報を得ることができ、楚漢戦争の際や統一後の漢王朝の基礎作りに大いに役立った。
紀元前206年、秦が滅亡し、劉邦が当時、僻地であった漢に封建された際には、劉邦や諸将が不満を漏らす中、「今の状態で項羽と戦えば必ず敗北します。漢で力を蓄え機会をうかがった方よいでしょう」と進言した。劉邦が漢王となると、蕭何は丞相に任命された。
それからまもなく夏侯嬰が韓信を推挙してきた。その才能に感じ入った蕭何も劉邦に推挙し、韓信は召し抱えられたが、与えられた役職が閑職だったために逃げ出すという事件を起こす。韓信を引き留めるため蕭何は自ら追いかけ、「今度推挙して駄目であれば、私も漢を捨てる」とまで言って説得する。そして劉邦に韓信を大将軍に就かせるよう推挙した。劉邦はその進言を受け入れ、大将軍に任命する。韓信は家柄も名声も無く、元は楚の雑兵で、漢でも単なる一兵卒だった。当然ながら最大級の大抜擢であり、このことからも劉邦の蕭何への信頼の厚さがうかがえる。
劉邦が軍勢を率いて関中に入ると、蕭何もこれに従い関中に入る。楚漢戦争が激化し、劉邦が戦地に出て関中を留守にすると、王太子の劉盈を補佐しながらその留守を守った。関中においてもその行政手腕は遺憾なく発揮され、関中から戦地に向けて食糧と兵士を送り、それを途絶えさせることなく劉邦を後方から支え、しかも関中の民衆を苦しめることもなく、名丞相として称えられた。紀元前202年、楚漢戦争が劉邦陣営の勝利に終わると、戦功第一には、戦地で戦い続けた将軍らを差し置いて蕭何が選ばれた。劉邦も、秦に乗り込んだ際に蕭何が確保した地理や地域の強弱などを始めとする情報、送り続けた兵糧と兵士、そして根拠地である関中の安定がなければ、負け続けても何度も立て直すことはできず、最終的に勝利することもできなかったことを理解していたのである。

### 漢の相国
劉邦が皇帝となり、前漢が成立すると、蕭何は戦功第一の酇侯に封じられ、引き続き丞相として政務を担当することとなり、長年打ち続いた戦乱で荒れ果てた国土の復興に従事することとなった。紀元前196年に、呂后から韓信が謀反を企てていることを知ると、密談を重ねて策謀を用いて誘い出しこれを討った。韓信は国士無双と称された程の名将であり、慎重でもあったが、蕭何だけは信用していたために油断したのである。この功績により、臣下としては最高位の相国に任命され、「剣履上殿」「入朝不趨」「謁賛不名」等の特権を与えられた。
しかし、この頃から劉邦は蕭何にも疑惑の目を向け始めた。これについては楚漢戦争の頃からその傾向があったため、蕭何もそれを察し、戦争に参加出来る身内を全員戦場へ送りだし、謀反の気が全く無いことを示していた。しかし、劉邦は皇帝となってからは猜疑心が強くなり、また韓信を始めとする元勲達が相次いで反乱を起こしたことで、蕭何に対しても疑いの目を向けたのである。長年にわたって関中を守り、民衆からの信望が厚く、その気になればいとも簡単に関中を掌握できることも、危険視される要因になった。蕭何は部下の助言を容れて、わざと悪政を行って（田畑を買い漁り、汚く金儲けをした）自らの評判を落としたり、財産を国庫に寄付することで、一時期投獄されることはあったものの、何とか粛清を逃れることに成功した。
劉邦の死の2年後、蕭何も後を追うように亡くなり、文終侯と諡されて、子の哀侯蕭禄が後を継いだ。蕭何の家系は何度も断絶しているが、すぐに皇帝の命令で見つけ出された子孫が侯を継いでいる（後述）。
死に際して後継として曹参を指名している。のちに曹参は、政務を怠っていると非難されたとき、「高祖と蕭何の定めた法令は明瞭明白で世を治めており、変える必要がありません。我々はあまり細々とした変更をせず、それをただ守れば良いのです」と時の皇帝に述べ、皇帝もその言葉に納得している。
漢王朝において、臣下としての最高位である「相国」は一部の例外を除いて蕭何と曹参以外には与えられず、「それだけの功績のものがいない」として任ぜられることがなかった。

### 子孫
哀侯蕭禄は6年で逝去し、子がなかったので呂后は彼の弟の蕭同 を継がせたが、紀元前179年に蕭同は罪を得て、爵位を奪われた。そこで、蕭何の末子の筑陽侯蕭延に継がせた。定侯蕭延は2年で亡くなり、その子の煬侯蕭遺が継いだ。彼は1年で亡くなり、子がないためにその弟の蕭則が継いだ。20年後に酇侯蕭則は罪を得て、所領を没収された。
しかし、景帝は詔を下して「大功臣の蕭何の家系を断絶するのは忍びない」として、蕭則の弟の蕭嘉を武陽侯として封じて再興された。彼は7年で逝去し、その子の蕭勝が継いだ。彼は武帝の時期の21年で罪を得て、所領を没収された。しかし、武帝も父同様に詔を下して、蕭則の子の共侯蕭慶を酇侯に封じた。彼は3年で亡くなり、その子の蕭寿成が継いだ。10年で彼は罪を得て、所領を没収された。
宣帝の時期に、詔を発して蕭何の子孫を探し出して、その子孫である釐侯蕭喜を酇侯に封じて三度再興させた。彼は3年で亡くなり、その子の質侯蕭尊が継いだ。彼は5年で亡くなり、その子の蕭章が継いだが、子がなく兄弟の蕭禹が継いだ。王莽が漢を簒奪して新を樹立すると、王莽は蕭禹を酇郷侯に改めて封じた。王莽が後漢の光武帝によって滅ぼされると、酇郷侯も断絶した。
明帝と章帝は詔を下して、蕭何を祀らせた。和帝の時期に、詔を下して、蕭何の子孫を探し当てて、見つけ出して領地を与えた。このように蕭何の子孫は前漢・後漢にまで繁栄した。
さらに、南朝の斉を建国した蕭道成は蕭何の24世の子孫、蕭道成の族子である梁を建国した蕭衍も蕭何の25世の子孫であると称していた。

## 評価
劉邦は天下統一の際に戦功第一とし、前漢建国最大の功臣として扱っている。
諸将が戦場で戦ってこなかった蕭何を戦功第一にすることに不満を漏らすと劉邦は「諸君らの功績は狩猟の犬と同じである。蕭何の功績はその猟犬の主のようなものだ」と述べた。
また、位階を奏上する際に前漢王朝の臣で関内侯の鄂君は「曹参は野戦攻防の功績があるが、それは一時の功績にすぎない。楚との戦いでは五年間、軍を失い衆を失い、逃れることも多かったのに、蕭何は常に関中を守り、軍を補充し、数万の衆が馳せ参じ、兵士の不足や食糧の危難を救うことが多かった。これは一時の功績でなく、万世の功績である」（原文を部分的に抜き出して要約）と述べた。
司馬遷は史記の蕭相国世家にて、「蕭何は秦の時代に書記の小役人となり、碌々凡庸、人と異なった節行はなかった。漢がおこると高祖（劉邦）の余光により、信と謹みをもって国を守り、民が秦の苛法を憎んでいたため、時勢に順応して民とともに更始一新の大業に従事した。韓信、英布が粛清されたが、蕭何の勲功は光輝き、地位は群臣の上に置かれ、名声は後世まで流れ、閎夭、散宜生と言った周王朝の功臣達と功業を争うものと言うべきであろう」と評している。

## 蕭何を題材とした作品
- 楚漢名臣列伝（小説、宮城谷昌光、文藝春秋）